# Wahlen 1988
◄◄ | ◄ | 1984 | 1985 | 1986 | 1987 | Wahlen 1988 | 1989 | 1990 | 1991 | 1992 | ► | ►►

Weitere Ereignisse
Die Liste der Wahlen 1988 umfasst Parlamentswahlen, Präsidentschaftswahlen, Referenden und sonstige Abstimmungen auf nationaler und subnationaler Ebene, die im Jahr 1988 weltweit abgehalten wurden.

## Afrika
- Parlamentswahlen in Kenia 1988
- Parlamentswahlen in Sambia 1988

## Amerika
- Am 8. November die Präsidentschaftswahl in den Vereinigten Staaten
- Am 21. November die Kanadische Unterhauswahl 1988

## Asien
- Am 14. und 21. Februar die Präsidentschaftswahl in der Republik Zypern 1988
- Am 3. September die Parlamentswahlen 1988 in Singapur
- Am 25. September die Volksabstimmung in der Türkei 1988
- Parlamentswahl in Israel 1988 am 1. November 1988
- Präsidentschaftswahl in Sri Lanka am 19. Dezember 1988

## Europa

### Dänemark
- Am 10. Mai die Folketingswahl 1988

### Deutschland
- Am 20. März die Landtagswahl in Baden-Württemberg 1988
- Am 8. Mai die Landtagswahl in Schleswig-Holstein 1988

### Finnland
- Am 31. Januar und 1. Februar die Präsidentschaftswahl in Finnland 1988

### Frankreich
- Am 24. April und am 8. Mai die Französische Präsidentschaftswahl 1988
- 5. und 12. Juni: Parlamentswahl in Frankreich 1988

### Österreich
- Am 16. Dezember die Landtagswahl in Niederösterreich 1988

### Schweden
- Am 17. September die Wahl zum Schwedischen Reichstag 1988